# Charlies trädgård
Charlies trädgård var ett svenskt TV-magasin för barn i SVT med premiär tisdagen 30 januari 1996 i Kanal 1. Programmet leddes av Erika Höghede och producerades av Monica Andrae.
Programmet handlar om privatdetektiven Dagny List (Erika Höghede), som på sin födelsedag åker till sin gode vän Charlie (Pontus Gustafsson) för att bli uppvaktad. Men när hon kommer till växthuset, är ingen där. Bara en massa växter, som Charlie vill att hon ska vattna. Hon blir galen av ilska och tänker ge sig av, när hon upptäcker att några av växterna kan prata. Hon bestämmer sig för att stanna ett tag och blir snabbt god vän med herr Kaktus (röst av Claes Månsson) och Orkidé (röst av Anneli Martini). Mycket hinner hända. Bland annat går en propp så att det blir mörkt och  en mystisk man smyger omkring. Snart inser Dagny att någon försöker driva bort Charlie från hans växthus om han inte hittar en sällsynt växt för att få in pengar så han kan behålla växthuset och försöker med Kaktus och Orkidés hjälp rädda huset. Det är lättare sagt än gjort, eftersom Orkidé och Kaktus har svårt att hålla sams alla gånger.   
Serien innehöll även intervjuer med barn och reportage. Dockorna Bella och Theo medverkade också. Det fanns en serie som kallades Kompisar, som handlade om olika problem barn stöter på i vardagen. En pojke som heter Rasmus, var berättare.